# The Unguided
The Unguided ist eine Melodic-Death-Metal-Band aus Falkenberg, Schweden.

## Geschichte
Die Band wurde Ende 2010 gegründet, als Richard Sjunnesson seine alte Band Sonic Syndicate wegen musikalischer Differenzen verließ. Daraufhin gründete er mit dem ebenfalls bei Sonic Syndicate ausgestiegenen Sänger Roland Johannsson und dem Sonic-Syndicate-Gitarristen Roger Sjunnesson The Unguided. 2011 nahm die Band im Abyss Studio zusammen mit Produzent Jonas Kjellgren die EP Nightmareland auf, bei der Peter Tägtgren den Gastgesang beisteuerte. John Bengtsson (ebenfalls Sonic Syndicate), der bereits dort das Schlagzeug einspielte, wurde anschließend fester Schlagzeuger der Band, im Herbst 2011 schließlich wurde Henric Liljesand (Cipher System) fester Bassist.
Am 30. November 2011 erschien das Album Hell Frost auf dem Label Despotz Records, das am 9. Dezember 2011 Platz 44 der schwedischen Charts erreichte. Im April 2012 ging die Band auf ihre erste Tour durch Europa, um Deadlock auf ihrer „Bizarro World Tour“ als Co-Headliner zu supporten.
Das zweite Studioalbum Fragile Immortality erschien am 31. Januar 2014 über Napalm Records. Die erste Single Inception wurde am 19. Dezember 2013 auf YouTube vorgestellt.
Das dritte Studioalbum Lust And Loathing erschien am 26. Februar 2016 über Napalm Records. Die erste Single The Worst Day (Revisited) wurde am 18. Dezember 2015 auf YouTube vorgestellt.
Am 10. Dezember 2016 verkündete die Band auf Facebook, dass Sänger und Gitarrist Roland Johansson aus zeitlichen Gründen seine Position an Jonathan Thorpenberg abgibt. Er wird der Band aber als Freund und für gelegentliche Konzerte erhalten bleiben. Am 23. Dezember 2016 veröffentlichten The Unguided ihre erste EP mit Jonathan Thorpenberg, Brotherhood.

## Galerie

The Unguided auf dem Metal Frenzy 2017, Gardelegen
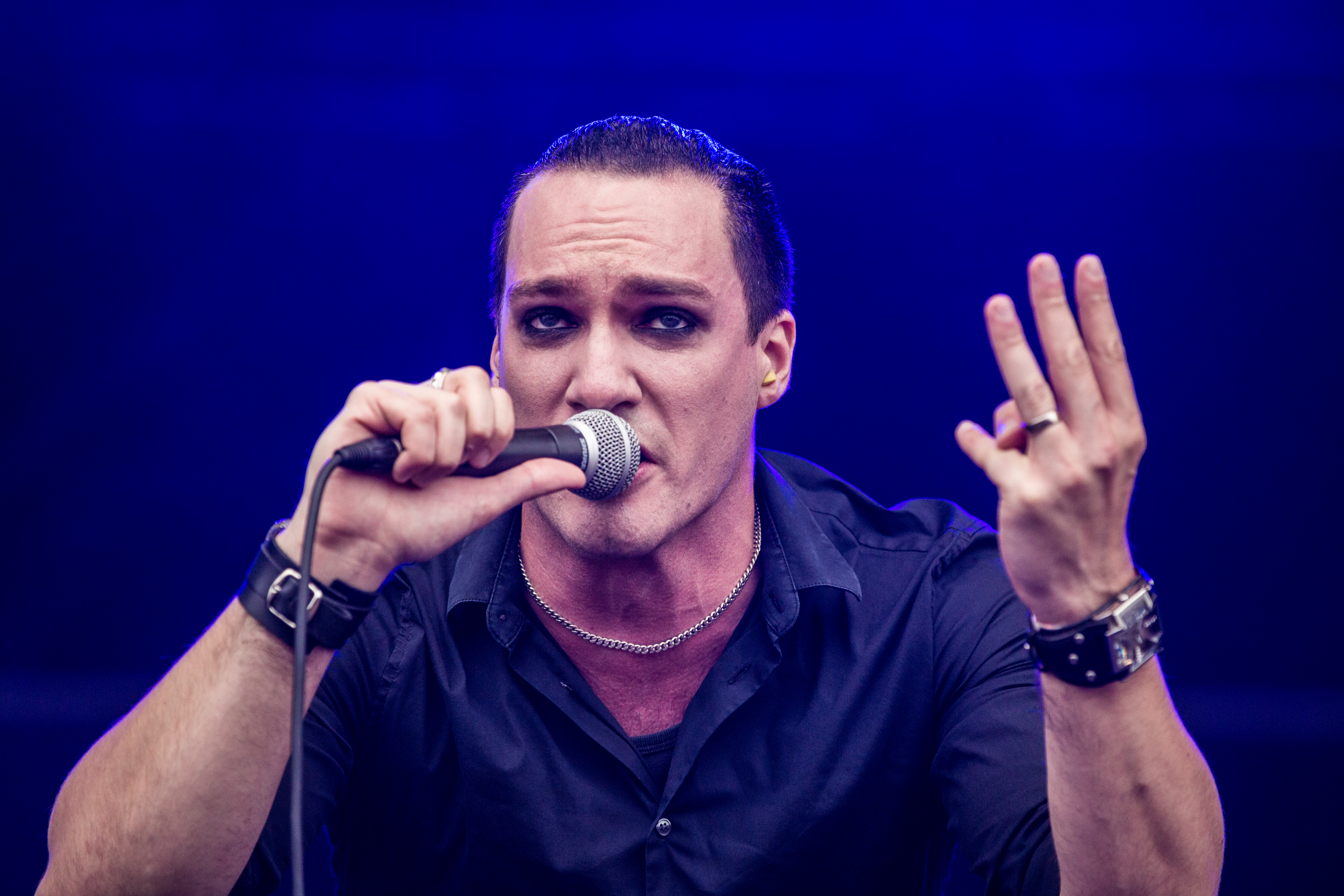
Richard Sjunnesson
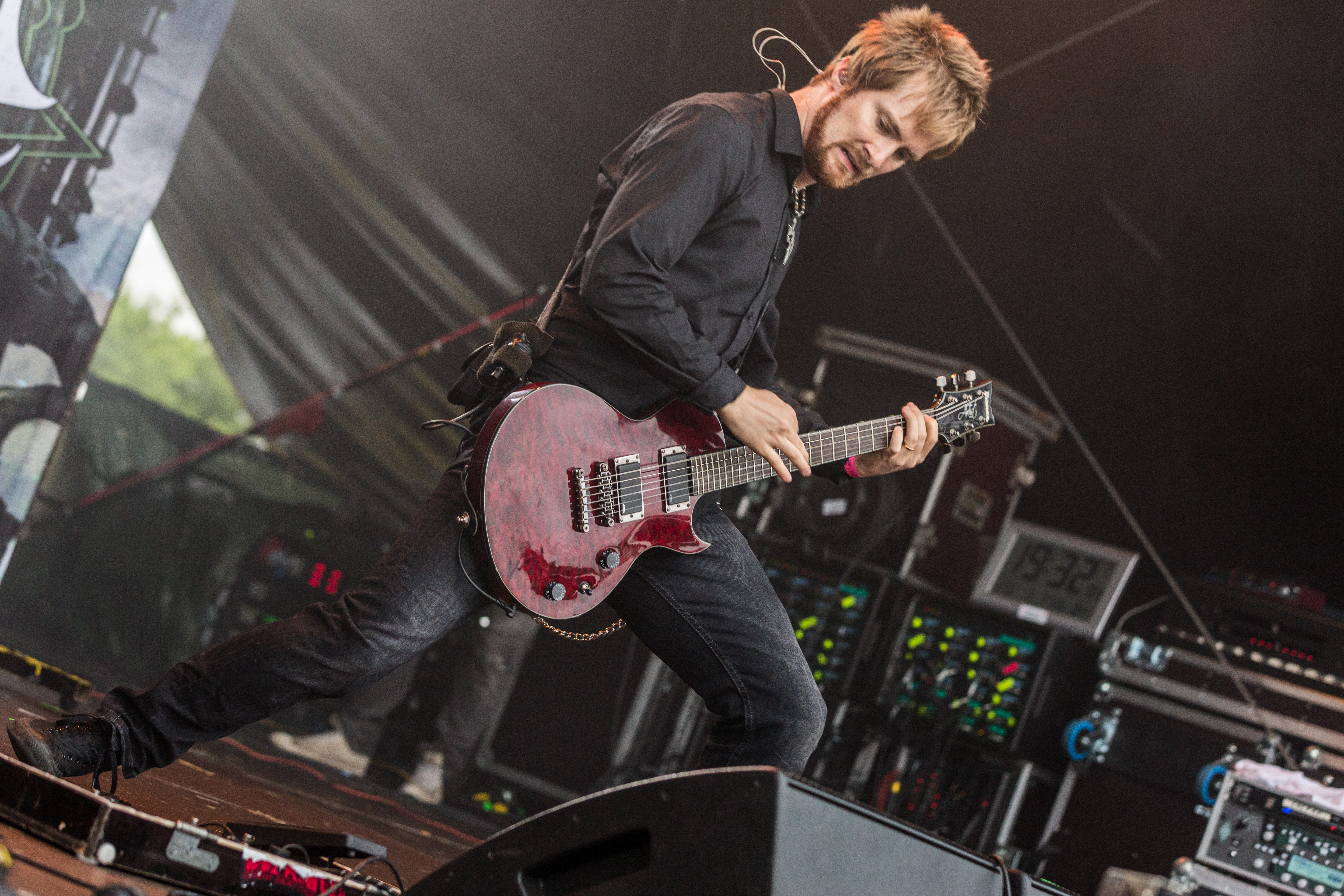
Roger Sjunnesson
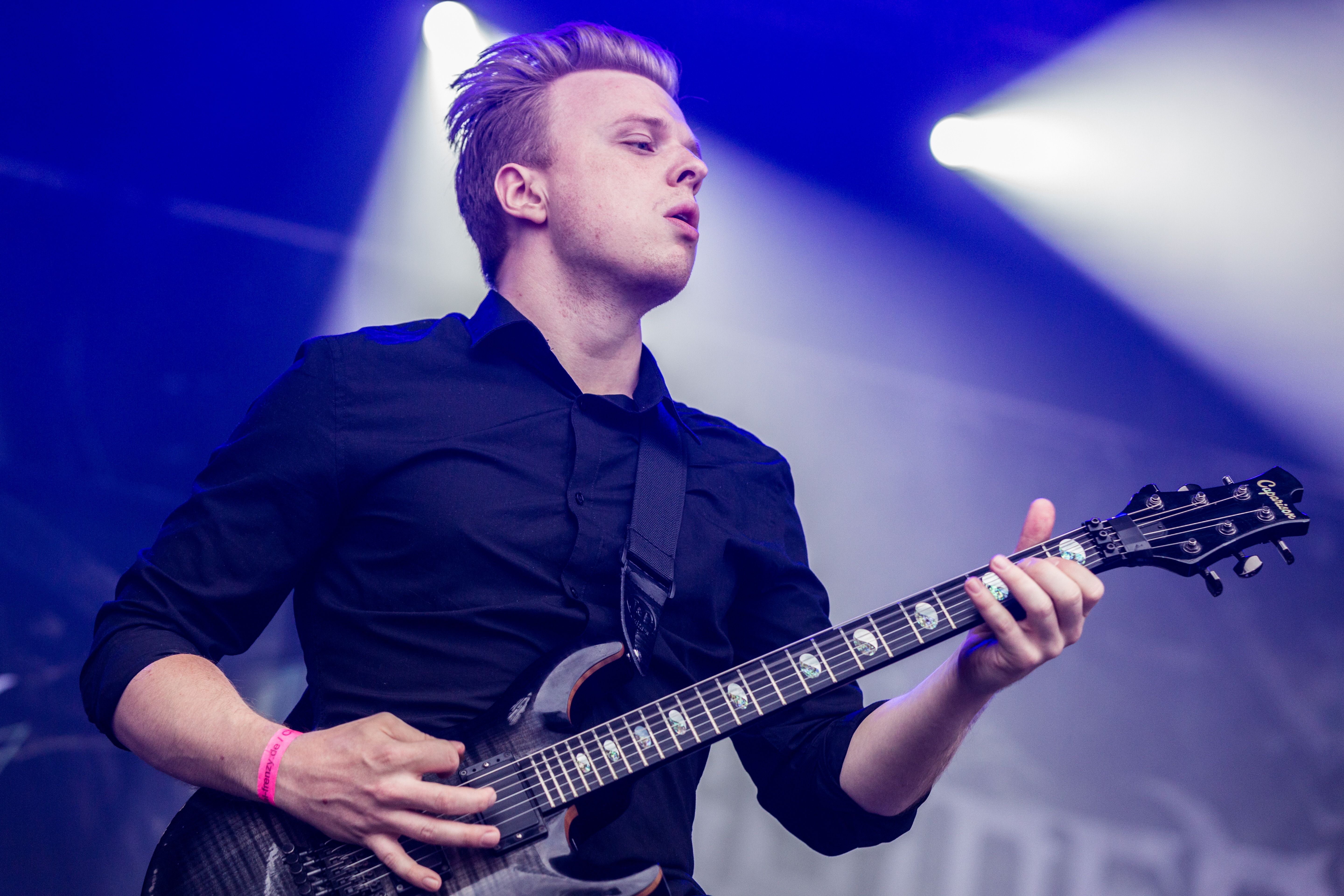
Jonathan Thorpenberg
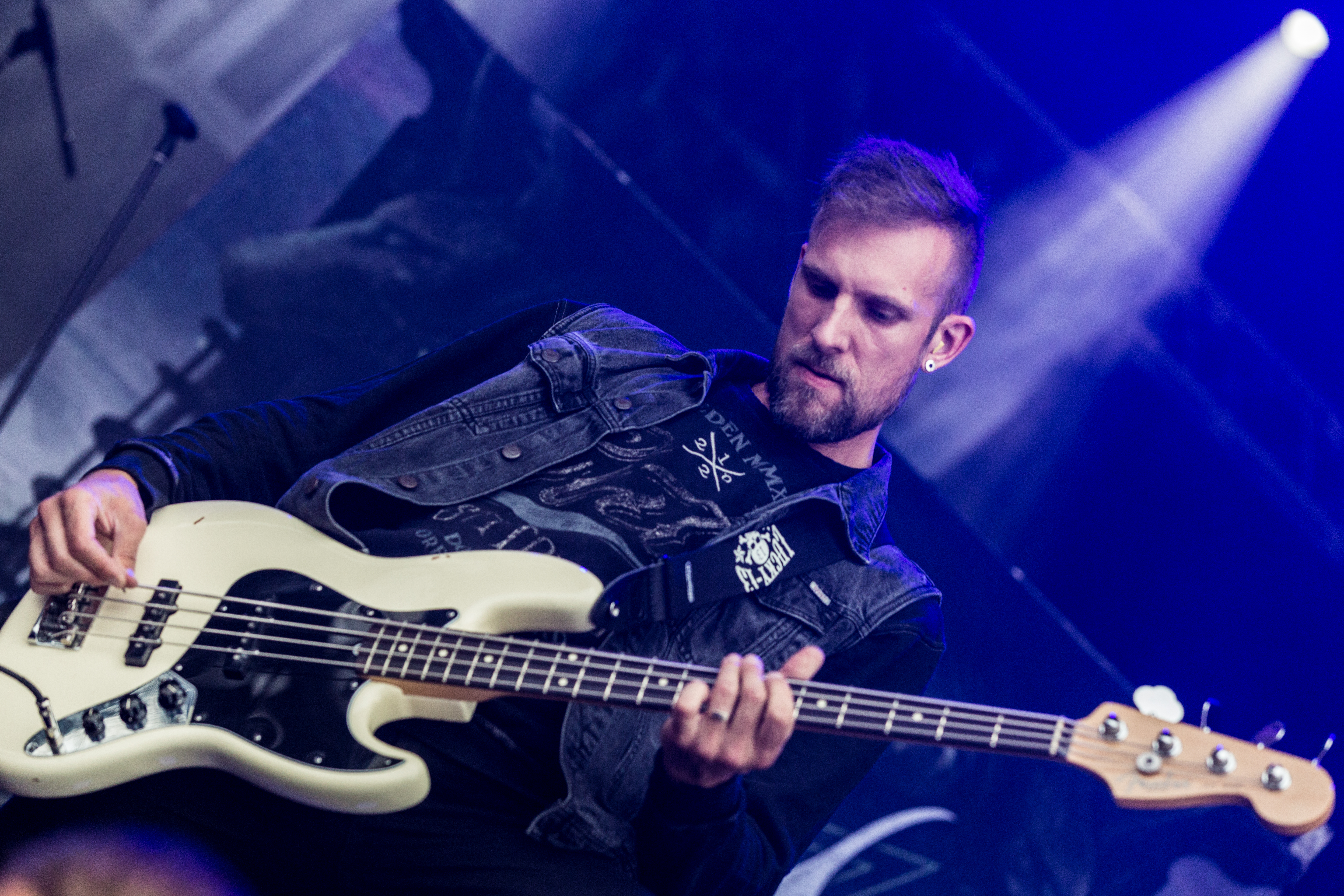
Henric Liljesand
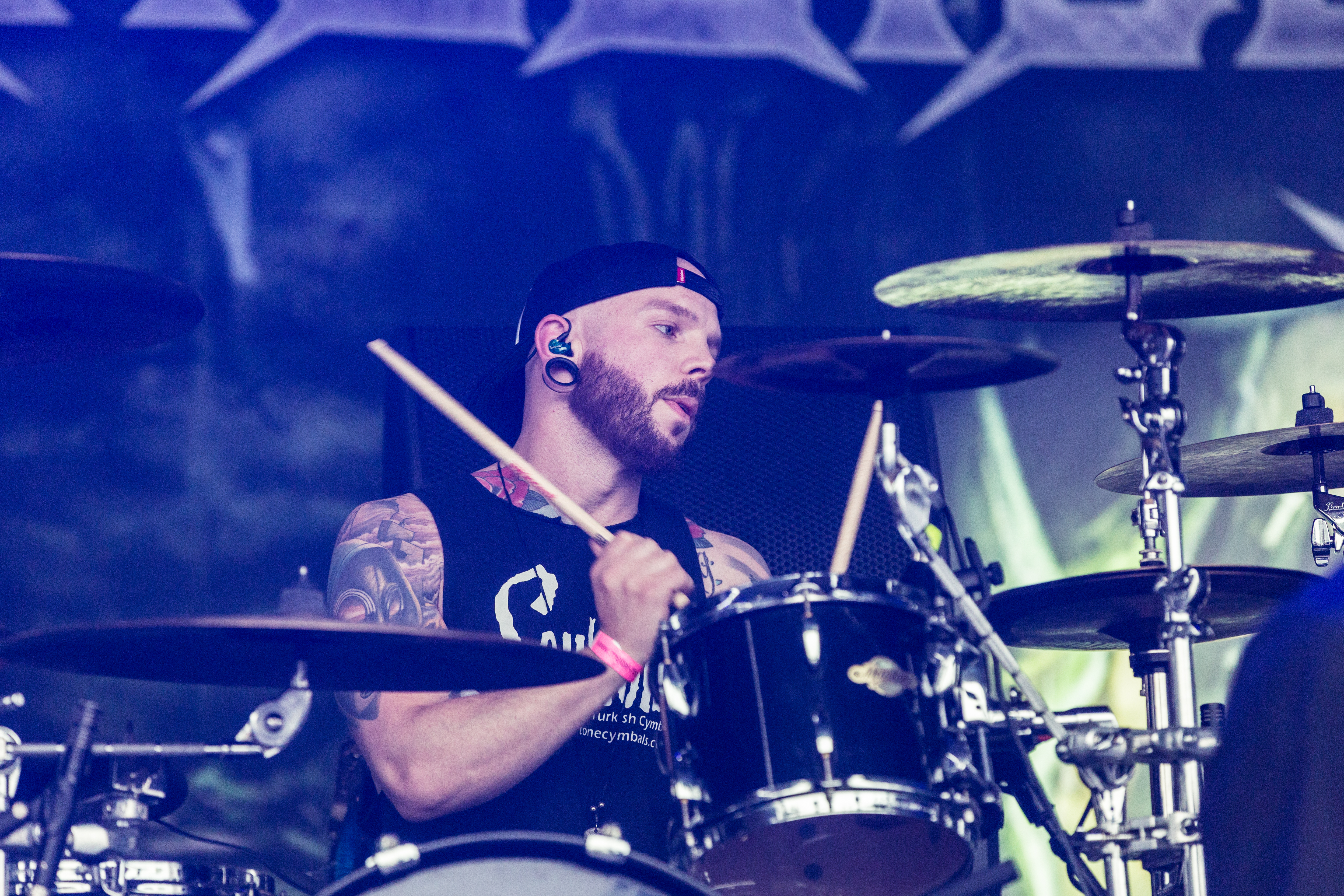
Richard Schill

## Diskografie

### Alben
- 2011: Hell Frost (Despotz Records)
- 2014: Fragile Immortality (Napalm Records)
- 2016: Lust and Loathing (Napalm Records)
- 2017: And the Battle Royale (Napalm Records)
- 2020: Father Shadow (Napalm Records)

### EPs
- 2011: Nightmareland (Despotz Records)
- 2012: invaZion (Eigenproduktion)
- 2014: Fallen Angels (Napalm Records)
- 2016: Brotherhood (Napalm Records, nur digital)
- 2019: Royalgatory (Napalm Records, nur digital)
- 2022: 616 (Napalm Records)

### Singles/Download-Tracks
- 2011: Betrayer of the Code (Download-Track)
- 2011: Inherit the Earth (Download-Track)
- 2012: Phoenix Down (Single, Despotz Records)
- 2013: Inception (Single, Napalm Records)

### Musikvideos
- 2012: Phoenix Down (Despotz Records)
- 2012: Betrayer of the Code (Despotz Records)
- 2013: Inception (Napalm Records)
- 2014: Eye of the Thylacine (Napalm Records)
- 2016: Enraged (Napalm Records)
- 2016: Heartseeker (Napalm Records)
- 2016: Operation: E.A.E. (Napalm Records)
- 2016: Nighttaker (Napalm Records)
- 2017: The Heartbleed Bug (Napalm Records)
- 2018: A Link to the Past (Napalm Records)
- 2019: Seth (Napalm Records)
- 2020: Crown Prince Syndrome (Napalm Records)
- 2021: Where Love Comes to Die (Napalm Records)